# Krikor Bedros V Kupelian
Krikor Bedros V Kupelian (Armeens: Գրիգոր Պետրոս Ե. Քիւբելեան) ( ? – Bzommar, 17 juni 1812) was een katholikos-patriarch van de Armeens-Katholieke Kerk.
Krikor Kupelian werd op 11 mei 1788 door de synode van de Armeens-katholieke Kerk gekozen tot katholikos-patriarch van Cilicië van de Armeniërs als opvolger van Parsegh Bedros IV Avkadian die op 6 februari 1788 was overleden. Kupelian nam daarop de naam Krikor Bedros V Kupelian aan. Zijn benoeming werd op 15 september 1788 bevestigd door paus Pius VI. De zetel van het patriarchaat was gevestigd in Bzommar.